# Samsung Galaxy S III
Das Samsung Galaxy S III (GT-I9300 und GT-I9301 ohne LTE, GT-I9305 und SGH-I747M mit LTE) ist ein Smartphone, das vom Hersteller Samsung am 3. Mai 2012 in London vorgestellt wurde. Es ist der Nachfolger des Samsung Galaxy S II. Wie alle Galaxy-Modelle ist es mit dem Betriebssystem Android und der zusätzlichen Benutzeroberfläche TouchWiz ausgestattet. Das Galaxy S III wurde erstmals mit Android 4.0.4 eingeführt und ist außerdem das erste Smartphone von Samsung, das für das Nachrüsten des Qi-Standard vorgesehen wurde.
Das Nachfolgemodell Samsung Galaxy S4 wurde am 14. März 2013 in New York vorgestellt.

## Design
Die Hülle des Samsung Galaxy S III besteht aus dem Kunststoff Polycarbonat und wurde zum Verkaufsstart in zwei Farben angeboten: Marble White („marmorweiß“, übliches Weiß) und Pebble Blue („kieselsteinblau“, gebürstetes Dunkelblau). In Nordamerika war – exklusiv für AT&T – seit dem 29. Juli 2012 auch eine rote Version (Garnet Red, dunkelrot) erhältlich. In Deutschland übernahm der Netzbetreiber O2 den Verkauf des roten Modells. In einigen Ländern wurde das Gerät zudem nachträglich in einer grauen (titanium grey), braunen (amber brown), pinken (martian pink) und schwarzen (sapphire black) Farbvariante angeboten. Das Gerät hat bei einer Größe von 133 mm × 70,6 mm × 8,6 mm ein Gewicht von 133 Gramm.

## Technik

### Allgemeines
Das Gerät verfügt über ein 4,8 Zoll großes Super-AMOLED-HD-Display mit Multitouch-Technik aus Gorilla Glass 2 und eine 8-Megapixel-Kamera mit Autofokus, LED-Blitz, Full-HD-1080p-Filmkamera mit zeitgleicher 6-Megapixel-Standbildaufnahme und digitaler Filmstabilisierung. Der LED-Blitz befindet sich auf der linken Seite neben der Kamera. Neben Fotos und Videos sind auch Videokonferenzen mit der Frontkamera möglich.
Es ist mit 16 GB, 32 GB und – seit September 2012 – auch mit 64 GB integriertem Massenspeicher erhältlich. Mittels einer externen MicroSD-, MicroSDHC- oder MicroSDXC-Speicherkarte lässt sich die Speicherkapazität um maximal 128 GB erweitern.

### Softwarefunktionen
Samsung erweiterte die Funktionen des Android-Betriebssystems um eine Funktion, die das Abschalten des Bildschirms verhindert, solange man darauf schaut („Smart Stay“), eine sensorgesteuerte Bildschirmhelligkeit, um eine neue Sprachsteuerung („S Voice“), eine Gesichtserkennung für Fotos („Buddy Photo Share“) und Präsentationsfunktionen („AllShare Cast“ und „Group Cast“, hierfür benötigt man ein Zusatzgerät, genannt „Dongle“).
Die Videospieleranwendung ermöglicht erstmals Darstellung in einem frei beweglichen Pop-up-Fenster zum gleichzeitigen Betrachten und Arbeiten, und Vorschaubilder in der Miniaturansicht sind erstmals beweglich.
Der CPU-Takt kann, wenn das System nicht oder gering ausgelastet ist, auf minimal 200 MHz gedrosselt werden. Auch in den Energiesparoptionen kann der Takt begrenzt werden, um die Akkulaufzeit zu verlängern.
Mit dem mit Android 4.1 Jelly Bean mitgelieferten „Premium-Suite-Upgrade“ wird die Benutzung zweier Anwendungen auf geteiltem Bildschirm ermöglicht.

### Apps und Zubehör
In Deutschland bereits vorinstallierte Apps waren der hauseigene Instant Messenger ChatOn, die App der Bild, die Hotelsuche HRS, der Einkaufsberater KaufDa Navigator, die App Lieferheld, der App Store von Samsung, der Taxibestelldienst MyTaxi, die Anwendung zum Speichern von Notizen SMemo, der Terminkalender SPlanner sowie – bis zum 26. Juni 2014 – das App-Empfehlungstool SSuggest. Optional ist Zubehör für induktive Akkuladung, ein Dock-/Ladegerät, die MP3-Player-Fernsteuerung S Pebble und eine Kfz-Halterung erhältlich. Zusätzlich wurden dem Käufer des Gerätes 50 GB Festplattenplatz für den Webdienst Dropbox angeboten, begrenzt auf zwei Jahre.
Drahtloses Aufladen kann mit einem speziellen Rückdeckel nachgerüstet werden.

### Prozessor
Die internationale Version hat ein Samsung-eigenes System-on-a-Chip mit einer 1,4-GHz-Quad-Core-ARM-Cortex-A9-CPU (Samsung Exynos 4412) und einer ARM Mali-400-MP-GPU. Für die Version i747M wird ein Qualcomm Dual-Core-Snapdragon S4 SoC mit LTE-Unterstützung eingesetzt.

### MHL
Für die Übertragung von Audio/Video-Daten gibt es eine MHL-Schnittstelle. Diese weicht jedoch vom MHL-Standard ab, weshalb ein spezieller Adapter von Samsung benötigt wird.

### Bluetooth 4.0
Trotz des vorhandenen Bluetooth-4.0-Chipsatzes konnte lange Zeit kein entsprechendes Zubehör verwendet werden, da dem Android-Betriebssystem die notwendige Bluetooth-4.0-Unterstützung fehlte. Dies änderte sich erst mit dem Anfang 2014 ausgelieferten Android 4.3.

### LTE-Unterstützung
In einigen Ländern war das Samsung Galaxy S III bereits seit der Einführung mit LTE-Unterstützung erhältlich, in Deutschland wurde die entsprechende Variante zunächst nicht verkauft. Erst im August 2012 kündigte die Telekom Deutschland an, das Smartphone exklusiv in der LTE-Version anzubieten, diese war etwas teurer als das Standardmodell.
Das UKW-Radio entfällt bei der LTE-Variante GT-i9305, jedoch verdoppelt sich der Arbeitsspeicher von 1 GB auf 2 GB, was das Multitasking verbessert.

## Marketing und Verkauf
Das Smartphone wurde von Samsung zum „offiziellen Smartphone der Olympischen Sommerspiele 2012“ deklariert und mit Naturverbundenheit beworben. Zwei Monate nach Verkaufsstart wurden weltweit über zehn Millionen Geräte verkauft; bis Anfang September 2012 konnte der Hersteller 20 Millionen Einheiten und bis Anfang November 30 Millionen Geräte ausliefern. Im März 2013 wurde von Samsung bestätigt, dass das Galaxy S3 weltweit über 50 Millionen Mal verkauft wurde.

### Verkaufsverbot
Im Juli 2012 veröffentlichte Samsung eine als Stabilitäts-Update gekennzeichnete Aktualisierung, mit der bestimmte Funktionen des Smartphones deaktiviert werden. Dazu gehört unter anderem die lokale Suche, mit der Kontakte über das zentrale Eingabefeld von Google gefunden werden können. Dieses Verfahren ist von Apple patentiert, was bereits zu einem Verkaufsverbot des Galaxy Nexus in den USA geführt hatte. Daher wurde die Systemaktualisierung meist als Vorsichtsmaßnahme von Samsung beurteilt, um ein mögliches Verkaufsverbot des Galaxy S III zu verhindern. Samsung hingegen gab an, dass es sich um einen Fehler handele, und versprach die Wiederherstellung der deaktivierten Funktionen.

## Bewertung und Kritik
In Expertentests erwies sich die Sprachsteuerung S Voice im Vergleich zu Apples Siri als nicht optimal. Als überzeugend bewertet wurden die durch den Vierkernprozessor ermöglichte hohe Geschwindigkeit beim Öffnen von Anwendungen und beim Surfen sowie die sehr gute Sprachqualität beim Telefonieren.
Einige Besitzer des Galaxy S III berichten über feine Risse im Polycarbonatgehäuse sowie dem Gorilla-Glas-Bildschirm des Gerätes, die sich anscheinend ohne äußeren Anlass bildeten; Samsung werde das Problem untersuchen und sicherte allen Betroffenen eine Reparatur im Rahmen der Garantie zu.
Gleiches gilt auch für das sogenannte Sudden-Death-Problem, welches eine Fehlfunktion des internen Flash-Speichers bei einigen im Jahr 2012 produzierten 16-GB-Modellen darstellt und zu plötzlichen Systemabstürzen oder gar Totalausfällen führen kann. Dieser Fehler wurde mittlerweile auf Hardware-Basis behoben, und neuere Geräte werden dementsprechend mit einem überarbeiteten Mainboard ausgestattet. Bei von dem Problem betroffenen Modellen wurde im Rahmen der Garantie die Systemplatine ausgetauscht.
In einem Schnelltest der Stiftung Warentest auf test.de wurden der große Bildschirm mit hervorragender Bildqualität und Schärfe, die hohe Arbeitsgeschwindigkeit und das geringe Gewicht sowie die Akkuleistung gelobt, während die geringe Sprachqualität bei lauten Hintergrundgeräuschen sowie ein „Antennenproblem“ (bei Berührung der Antenne am Gehäuse verringert sich die Funkleistung deutlich) bemängelt wurde.

## Neuere Android-Versionen
Zum Marktstart wurde das Samsung Galaxy S3 mit Android 4.0.x Ice Cream Sandwich ausgeliefert. Ab Oktober 2012 war Version 4.1.1 JellyBean verfügbar, und je nach Region folgte zwischen Dezember 2012 und Januar 2013 Version 4.1.2. Dieses brachte im Rahmen der sogenannten PremiumSuite einige neue Funktionen mit sich, unter anderem das Multi-Window-Feature, das die gleichzeitige Darstellung zweier zur selben Zeit ausgeführten Apps übereinander (hochkant) bzw. nebeneinander (quer) ermöglicht. Weiterhin wurden die Kamera und die Galerie-Ansicht um zusätzliche Funktionen wie die 3D-Spiralansicht erweitert.
Ursprünglich war vorgesehen, im Laufe des Jahres 2013 Android 4.2.2 inklusive einiger Funktionen des Samsung Galaxy S4 herauszubringen. Jedoch wurden die Pläne wegen diverser Anpassungsprobleme mit der Benutzeroberfläche TouchWiz gestoppt und man entschied sich dafür, später in der zweiten Jahreshälfte direkt Android 4.3 anzubieten. Dieses wurde im November 2013 in mehreren europäischen Ländern zur Verfügung gestellt, jedoch erwies es sich bald als nicht ausgereift, was sich bei vielen Benutzern in schwerwiegenden Fehlfunktionen äußerte. Aus jenen Gründen wurde es dann relativ schnell wieder vom Netz genommen.
Die überarbeitete und funktionsfähige Version von Android 4.3 wird seit Ende 2013 und damit ziemlich genau ein Jahr nach der letzten offiziellen Version verteilt. Die wichtigsten Neuerungen sind TRIM-Unterstützung, neue GPU-Treiber für schnellere Grafik, Teile der neuen TouchWiz-Oberfläche des Galaxy S4 und Note 3, eine neue Samsung-Tastatur und Apps2SD, was die Installation von Apps auf der Speicherkarte ermöglicht.
Anfang Mai 2014 gab Samsung offiziell bekannt, dass es für die 3G-Variante des Samsung Galaxy S3 und für das Galaxy S3 mini kein Android 4.4 geben werde, da 1 GB Arbeitsspeicher zwar für Android 4.4 ausreiche, aber nicht für Samsungs eigene Oberfläche Touch-Wiz. Davon ausgenommen sind die 3G-Modelle des Samsung Galaxy S3 des US-amerikanischen Mobilfunkanbieters Sprint, wo diese Version aber nur teilweise verteilt wurde, da diese Modelle 2 GB Arbeitsspeicher besitzen. Für die LTE-Version des Samsung Galaxy S3 gibt es seit Januar 2015 Android 4.4.

## Galaxy S III Mini
Am 11. September 2012 wurde das kleinere Samsung Galaxy S III mini (GT-I8190) vorgestellt, das gegenüber dem Galaxy S III ein 4 Zoll großes Display mit 800×480 px Auflösung, einen mit 1 GHz getakteten Dual-Core-Prozessor und eine 5-Megapixel-Kamera bietet.
Die Variante GT-i8200 (auch bekannt als Samsung Galaxy S3 Mini VE – „Value Edition“) bietet zudem Android 4.2.2 statt 4.1.2 und die Kamera-Bedienoberfläche des S4 und des S3 Neo.

## Galaxy S III Neo
Nach Beschwerden von Nutzern wegen des fehlenden Android 4.4 KitKat kündigte Samsung im Juni 2014 das S III Neo (GT-i9301, GT-i9301i) an, das sich durch den größeren Arbeitsspeicher gegenüber dem GT-i9300, von 1,5 GB und die neuere Android-Version KitKat vom normalen S3 unterscheidet. Sein Aussehen und seine restlichen Komponenten sind, wie die Bildschirmauflösung und die Pixeldichte, mit denen des S3 identisch. Allerdings bietet das S3 Neo im Gegensatz zum S3 keine MHL-Unterstützung, die für den Anschluss von HDMI-Geräten an den Micro-USB-Anschluss nötig ist.
Dieses Smartphone erschien im Juni 2014.
USB OTG (hiermit kann ein USB-Massenspeicher oder eine Kamera an das Smartphone angeschlossen werden) ist nur noch durch ein OTG-Y-Kabel möglich.
Weggelassen wurde ebenfalls die Möglichkeit zur induktiven Akkuladung. Die zwei Kontakte befanden sich beim S3 noch links vom Akkufach. Auch der 4G-Standard LTE ist nicht unterstützt.
Die Kamera-App-Bedienoberfläche gleicht nun derjenigen des Note 3, welche auch von den S4-Modellen bekannt ist. Sie erlaubt das Aufnehmen von Fotoaufnahmen und Videoaufnahmen ohne das Umschalten zwischen zwei Aufnahmemodi. Jedoch entfallen beim S3 Neo zahlreiche Kamerafunktionen, beispielsweise die Videostabilisierung und der „Zero-Shutter-Lag“. Diese Funktionen gibt es aber beim S4 und Note 3, obwohl ansonsten das Kamera-Bedienoberflächendesign identisch ist. Beim S3 Neo braucht die Kamera 3 Sekunden statt nur einer zum Starten.
Eine Designänderung gab es beim externen MicroSD-Steckplatz. Er ist nun huckepack über dem SIM-Kartensteckplatz angeordnet und kann eine MicroSD-, MicroSDHC- oder MicroSDXC-Karte bis 64 GB aufnehmen. Mit der Maximalgröße von 64 GB weist es die Eigenschaft eines 32- oder 64-GB-S3 auf, hat aber nur 16 GB internen Speicher. Die 16-GB-Version des S3 konnte nur um 32 GB erweitert werden.
Auch am vorinstallierten Software-Umfang hat Samsung einiges geändert. So sind beispielsweise in der alphabetischen Anordnung die von Samsung stammenden Apps in einem Ordner „Samsung“ zusammengefasst. Die Apps HRS Hotels, kaufda, Lieferheld, MyBoard und Zalando sind neu in der Version für den deutschen Markt dazugekommen.
Im Mai 2015 wurde das Neo mit Android 4.4.2 ausgeliefert. Ab Android 4.4 wurde die Schreibberechtigung für die externe Speicherkarte geändert, wodurch viele Apps nicht mehr darauf schreiben können. Zudem wurde auch die „Screen Mirroring“-Software deaktiviert, welche für die Präsentation über den „Allshare Cast Hub Dongle“ (ein Zusatzgerät als Präsentations-Empfänger an einem externen Monitor) benötigt wird.